# Ґолунін
Ґолунін (пол. Gołunin, нім. Goldenau) — село в Польщі, у гміні Победзиська Познанського повіту Великопольського воєводства.
Населення — 109 осіб (2011).
У 1975-1998 роках село належало до Познанського воєводства.

## Демографія
Демографічна структура станом на 31 березня 2011 року:
|          | Загалом | Допрацездатний вік | Працездатний вік | Постпрацездатний вік |
| -------- | ------- | ------------------ | ---------------- | -------------------- |
| Чоловіки | 54      | 15                 | 31               | 8                    |
| Жінки    | 55      | 15                 | 29               | 11                   |
| Разом    | 109     | 30                 | 60               | 19                   |